# هارتلی کرونیگ
 هارتلی کرونیگ (انگلیسی: Ralph Kronig؛ زاده march ۱۰, ۱۹۰۴ درگذشته ۱۶ نوامبر ۱۹۹۵ (۹۱ ساله)) یک دانشمند اهل آلمان بود.
وی همچنین برنده جوایزی همچون مدال ماکس پلانک شده است.